# Palais de Saxe (Varsovie)

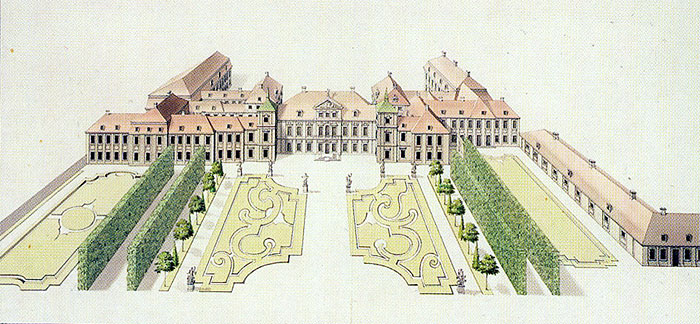
Palais de Saxe au XVIIIe siècle

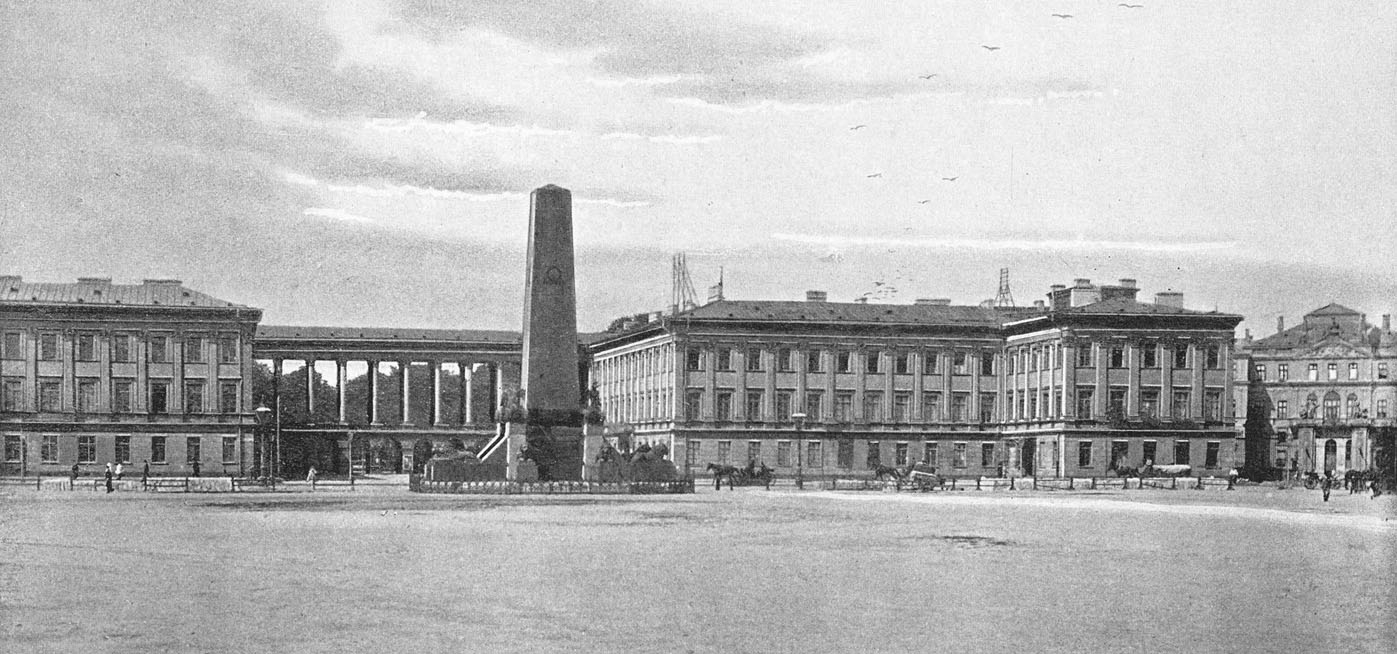
Le palais de Saxe autour de 1890. Vue sur le monument aux officiers loyaux tués lors de l'insurrection de novembre, transféré en 1894 sur la place Zielony

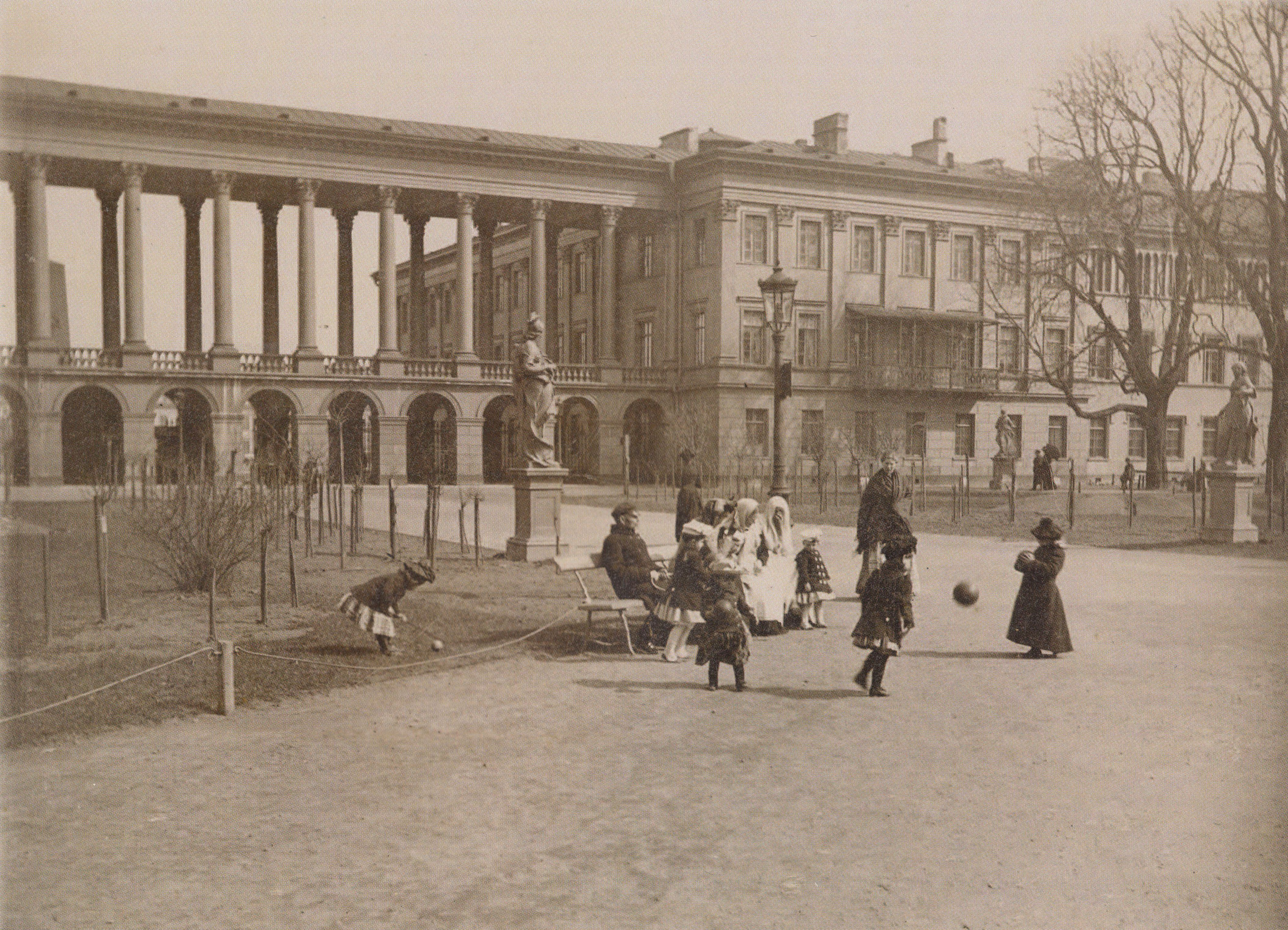
Palais de Saxe vu du jardin de Saxe vers 1895

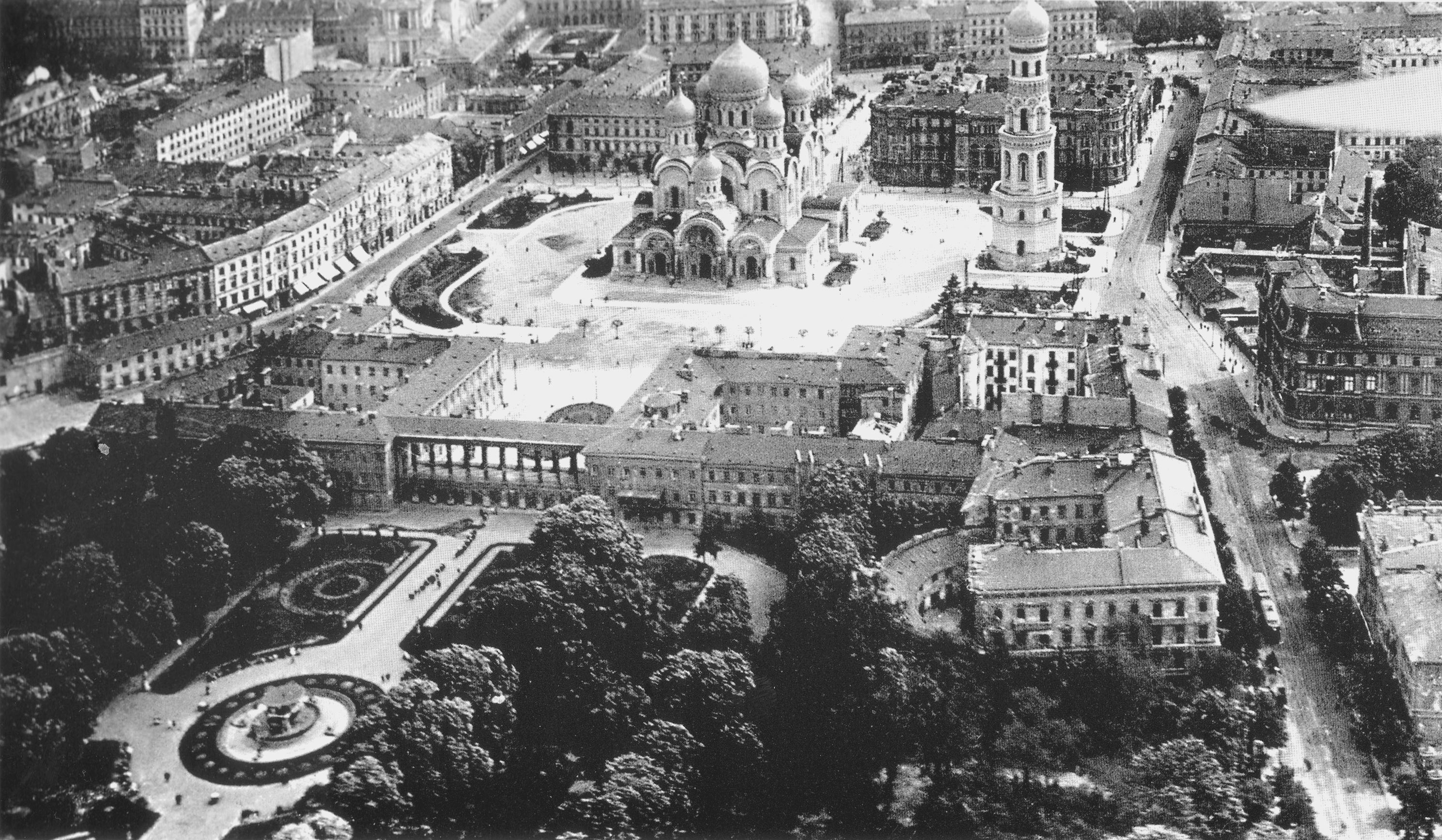
Vue aérienne du palais de Saxe et de ses alentours vers 1919, avec la cathédrale orthodoxe Alexandre-Nevski

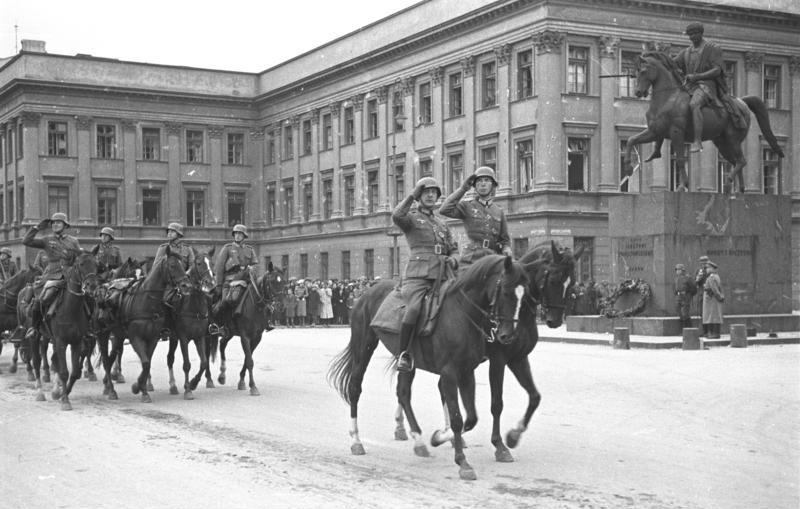
Septembre 1939, défilé de l'armée allemande

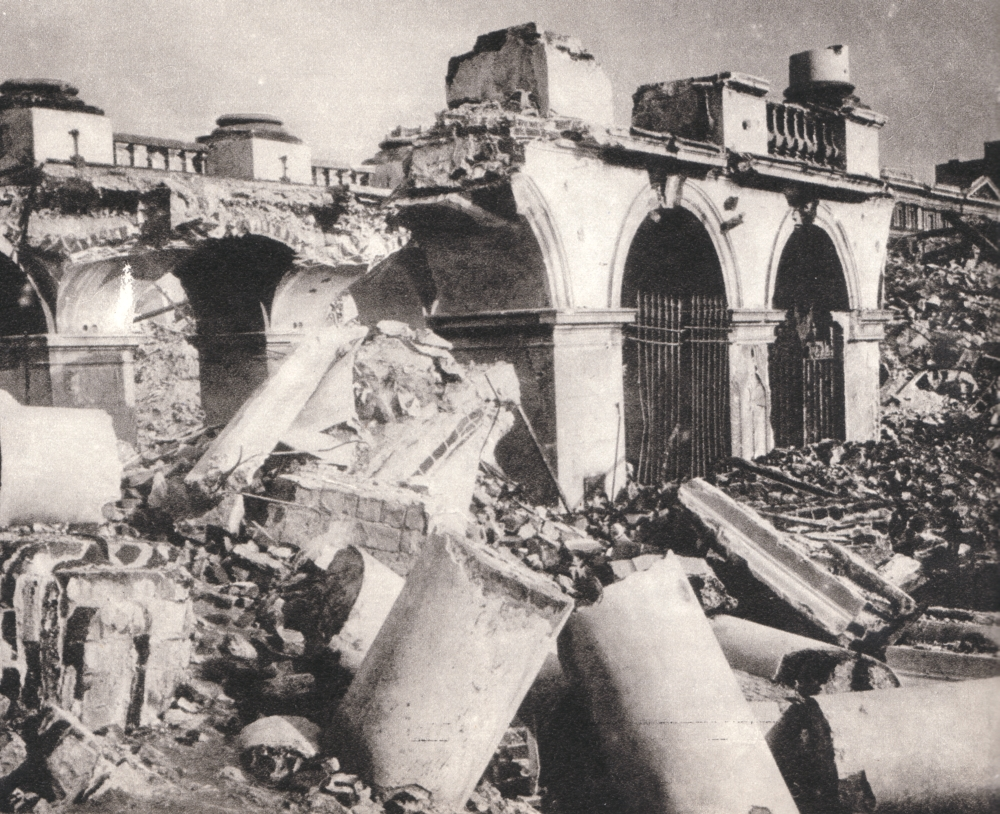
Palais de Saxe, détruit par les nazis en décembre 1944

Le palais de Saxe était l'un des bâtiments les plus emblématiques du Varsovie de l'avant-guerre, situé sur la place Piłsudski. Il a été détruit en 1944, le seul vestige restant étant la tombe du Soldat inconnu. Sa reconstruction est prévue pour 2030.

## Histoire

### Édification du palais et période saxonne
À l'origine, un manoir se dresse sur l'emplacement du futur palais. Le terrain appartient à Tobiasz Morsztyn (pl). Son frère et héritier Jan Andrzej Morsztyn décide de le faire remplacer par un palais de style baroque doté de quatre tours, conçu par Giovanni Battista Gisleni. La construction du nouveau palais se déroule entre 1661 et 1664. 
En 1713, le palais est acheté par le roi Auguste II. Sa refondation est menée par les architectes Carl Friedrich Pöppelmann (pl) et Joachim Daniel Jauch (pl) que le roi a fait venir de Saxe. La décoration intérieure est confiée à Louis de Silvestre. Cette nouvelle résidence est l'une des directives urbaines de l'axe saxon, allant de la rue Krakowskie Przedmieście à la caserne Mirowskie (pl). 
En 1721, les propriétés foncières de la famille Sanguszko sont rattachées au domaine. C'est sur ces propriétés que sera érigé le palais de Brühl. En 1726, la résidence de l'évêque  Teodor Andrzej Potocki est également rattachée, qui deviendra le palais Bleu. La résidence est achevée en 1724.

### Seconde moitié duXVIIIesiècleet début duXIXesiècle
Après la mort d'Auguste III en 1763, le palais perd son statut de résidence royale. Il est alors possédé par d'autres électeurs de Saxe qui louent les locaux comme bureaux et appartements. 
Pendant la période du duché de Varsovie, le palais reste la propriété des Saxe. Lors du Congrès de Vienne, Frédéric-Auguste Ier de Saxe doit renoncer au titre de duc de Varsovie. Le bâtiment est alors vendu au gouvernement du Royaume du Congrès. Certaines salles sont louées au lycée de Varsovie (en). À l'automne 1810 dans l'aile droite du palais, au second étage, Nicolas Chopin et Justyna Chopin vivent avec leurs enfants : Ludwik et Frédéric. Le père du futur compositeur a commencé à enseigner le français au lycée de Varsovie. La famille Chopin a vécu au palais jusqu'en 1817.
La même année, l'architecte polonais  Piotr Aigner (pl) débute une reconstruction partielle du palais avec l'installation le long de l'allée centrale de cent colonnes. La reconstruction n'a cependant pas pu être achevée, le gouverneur général Józef Zajączek se retirant du projet du fait de coûts de financement trop élevés.

### Reconstruction après l'insurrection de Novembre
Lors de l'insurrection de Novembre, le palais est dévasté. En 1837, Iwan Skwarcow (pl) le rachète au gouvernement pour 115 000 złotys. La reconstruction est alors soumise à un appel d'offres, auquel participent  Adam Idźkowski (pl), Enrico Marconi et Antonio Corazzi. Enrico Marconi remporte le projet, mais le vice-roi de Pologne Ivan Paskiewicz écarte le projet sans raison et choisit celui d'Adam Idźkowski. La nouvelle version classique est construite entre 1839 et 1842. L’architecte fait démonter la partie centrale du bâtiment et ajoute une colonnade dans le style corinthien. Les deux ailes du palais sont également modifiées.
En novembre 1841, une statue de sept officiers polonais ayant refusé de se joindre à l’insurrection de Novembre est dévoilée par Antonio Corazzi. De 1862 à 1915, le palais de Saxe est occupé par la IIIe division russe du district militaire de Varsovie.

### Entre-deux-guerres
En 1918, l'état-major de l'armée polonaise prend ses quartiers au palais et une statue de Józef Antoni Poniatowski est installée devant la façade est. En 1925, la tombe du soldat inconnu est érigée sous les arcades reliant les deux parties du bâtiment. Entre 1930 et 1937, le palais sert également de siège au Biuro Szyfrów qui décryptera le code Enigma en décembre 1932. En 1938, le bureau de T. Czosnowski et Ska procède à une rénovation complète de la façade du palais.
À la suite de la capitulation de l'armée polonaise en 1939, le palais est occupé par l'armée allemande. Après l'échec de l'insurrection de Varsovie, le palais est rasé le 27 et 29 décembre 1944.

### Après-guerre
Après la fin de la Seconde Guerre mondiale, les autorités communistes n'autorisent pas la reconstruction du palais, et seule la tombe du soldat inconnu subsiste. Plusieurs plans sont mis en avant pour le reconstruire, mais rien de concret n'est entrepris avant la fin de la république populaire de Pologne. 
Alors maire de Varsovie, Lech Kaczyński propose de reconstruire le palais de Saxe. L'entreprise Budimex Dromex SA est choisie pour la pré-conception, la conception et la construction qui doit commencer au début de l'été 2009,. La ville de Varsovie alloue 200 millions de złotys. Pendant les travaux d’excavation, un tunnel datant de 1933 et liant les deux parties a été découvert. Les fondations du palais ont également été mises au jour. Les plus vieux éléments exposés sont les caves à vin du palais de Morsztyn. Lors des fouilles archéologiques menées en 2006 et 2008, environ 45 000 objets ont été répertoriés, principalement du XVIIIe siècle. 
On a également découvert des vestiges de puits, d'égouts et de latrines.
Le 25 novembre 2006, des dégagements de ruines sont présentés au public. La plupart des fondations étaient trop fragiles pour servir à de nouvelles structures. Le 17 mai 2007, une partie des caves créées pendant les années 1760 et les années 1840 sont enregistrées comme monuments. Le palais devait être prêt pour 2010, et devenir l'hôtel de ville de Varsovie réparti cependant entre plusieurs bâtiments de la ville.
En 2008, la maire de Varsovie Hanna Gronkiewicz-Waltz décide de ne pas honorer le contrat avec Budimex Dromex SA, car les coûts évalués avaient déjà atteint 15,6 millions de zlotys. Cette décision a été justifiée par la classification des caves comme monuments historiques. Les fondations ont été couvertes avec du sable jusqu'à une possible reprise de la construction. À la place, la maire a décidé d'allouer les fonds pour le pont Marii Skłodowskiej-Curie,.
En 2013, l'association « Saxon 2018 » est fondée. Elle a pour but de faire reconstruire le palais de Saxe pour le 11 novembre 2018, le jour du centième anniversaire de l'indépendance de la Pologne. L'association rassemble des admirateurs de Varsovie, des juristes ainsi que des archéologues. Les objectifs statutaires sont la sensibilisation de l'opinion publique dans les médias à propos de la reconstruction du palais de Varsovie, la recherche de fonds pour la mairie de Varsovie et le Trésor pour la reconstruction du palais de Saxe et du parc Piłsudski, l'organisation de débats publics concernant l'aménagement de la place Piłsudski et de ses environs.
En septembre 2014, le projet Saski360 est lancé avec une application multimédia interactive, montrant des panoramas aériens et une projection du palais de Saxe dans le Varsovie contemporain. Les projections ont été faites selon le projet architectural de PBPA. Les photographies aériennes sont faites selon plusieurs perspectives. L'application inclut également des images stationnaires enrichies de visualisations. L'ensemble crée une projection des bâtiments de l'axe saxon, du palais de Saxe, du palais de Brühl et des maisons mitoyennes de la rue Królewska, insérées dans le Varsovie contemporain.

### Reconstruction
La décision concernant la reconstruction du palais est prise le 14 septembre 2018, lors de la session du comité des commémorations nationales pour le centenaire de la reconquête de l'indépendance de la Pologne. Le palais rénové pourrait abriter le Sénat de Pologne, actuellement hébergé par la Diète. La première pierre de la reconstruction est symboliquement posée le 11 novembre 2018.
Le 16 mai 2021, le parti au pouvoir Droit et Justice annonce que la reconstruction du palais de Saxe débuterait en 2023. Le 7 juillet suivant, le président Andrzej Duda soumet à la Diète un projet de loi en ce sens.
En octobre 2023, l'agence d'architecture WXCA est désignée pour réaliser le projet. La reconstruction est prévue pour être achevée vers 2030.